# 度牒
度牒（どちょう）は、国家公認の得度に際して、国家機関によって新たに得度した僧尼に交付される身分証のことである。出家得度の証明書。公験（くげん）、告牒（こくちょう）、度縁（どえん）ともいう。

## 中国

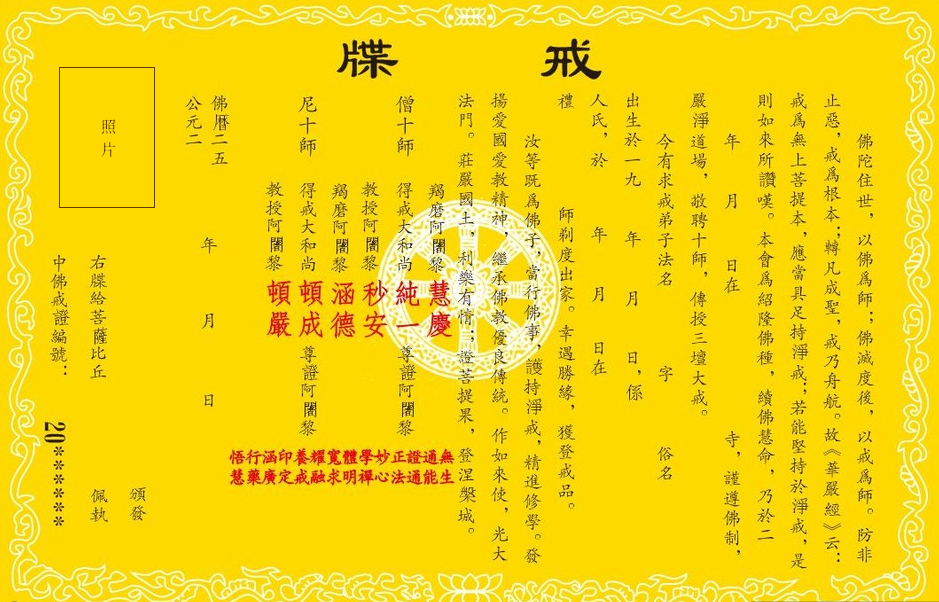
中国仏教協会発行の現代度牒

制度の始まりは、中国の北魏時代である。中国では僧人に対して徭役免除の特権が付与されたため、徭役逃れのための出家者を見るようになった。それで、国家権力として、出家や得度に定数を決定するなどの施策によって、その制限・規制を行なう必要が出てきた（年分度者）。よって、国家として公認した僧人を僧籍に編成することによって、その規制を強化し、同時に公許の僧人であることの証明書としての度牒を発給したのである。その発行は、唐代では祠部が行なったため、祠部牒と呼ばれた。しかし、安史の乱を境に、社会が激変したことによって、この制度も有名無実化への道をたどる。宋代には、得度した者の名を記していない「空名度牒」なるものが大量に出売されるようになった。よって、出家修道者ではなく、全くの在俗者であったとしても、この度牒を買うことによって、僧人としての権益を享受できることとなった（売牒）。度牒出売の目的は、その成立当初から財政難に困窮し続けた宋朝の財政政策の一翼を担うことであり、実際に塩の専売制などと共に、国家の重要な財源の一つとなったのである。

## 日本
日本では、奈良朝に律令制度と一緒に齎らされた。大宝律令に規定が存在したが、実施はこれより少し遅く『続日本紀』によれば養老4年（720年）に最初の交付が行われたと記されている。日本では「得度の縁由」を記した文書という意味で「度縁」と呼ばれるのが一般的であった。発行は太政官が行い、治部省・玄蕃寮の担当者、僧綱（そうごう）等の僧官が署名することで効力を持った。得度者の没後や、還俗の際には廃棄された。最初、授戒の際には度牒を廃棄して替わりに戒牒を発行する決まりであった。
813年（弘仁4年）、「度縁戒牒の制」が改正されて以後、度縁の末尾に受戒年月日を注記し、戒牒として機能させることとなった。また度牒の廃棄規定も廃止されて民部省の捺印に変えられたため、以後の実物もわずかながら残されている。園城寺に残された円珍の度牒は現在国宝である。
朝廷と無関係に成立した鎌倉新仏教や真言律宗は、太政官に替わって宗派の名において独自の度牒を発行するようになった。江戸幕府は各宗派の独自発行を認めたが、替わりに発行元を本山に限定する事で統制を行った。明治維新後はこうした規定は廃止され、各宗派それぞれの規定に基づいて（大抵は得度時に）度牒を交付する事になっている。